# Unión de Reyes
Unión de Reyes é um município de Cuba pertencente à província de Matanzas. 